# Trierweiler
Trierweiler település Németországban, Rajna-vidék-Pfalz tartományban. Lakosainak száma 3843 fő (2023. december 31.). Trierweiler Ralingen és Langsur községekkel határos.

## Népesség
A település népességének változása:
| Lakosok száma | 1927 | 3803 | 3788 | 3814 | 3790 | 3843 |
|               | 1975 | 2017 | 2019 | 2021 | 2022 | 2023 |